# Idioma waddar
El waddar (Vadee rajulu) o vadari es un dialecto de la lenguaTelugu, la lengua hablada entre casta social de Waddars,  está esparcida sobre el sur de la India, sobre todo en Karnataka, donde  tiene un estado de casta programada. 200 000 personas afirmaron su lengua como   'Vadari' en el censo de  2011. La Etnología la trata como un lenguaje dravidiano, pero cercanamente relacionada con el Telugu, pero sin clara precisión. Waddars muestra su cercana relevancia con Kaikadis.